# Ejército católico y real de Bretaña
El Ejército católico y real de Bretaña agrupaba a los contingentes de chuanes de Bretaña durante la chuanería y la guerra de Vandea.
- Datos: Q601656